# Vilhelm Douglas
Vilhelm Douglas, född 6 januari 1683 i Stockholm, död 8 april 1763 i Vreta Klosters församling, Östergötlands län, var en svensk greve och militär.

## Biografi
Vilhelm Douglas föddes 1683 i Stockholm. Han var son till riksrådet och fältmarskalken, greve Robert Douglas och Hedvig Mörner. Douglas blev 1696 kadett vid franska armén, 1699 fänrik vid franska regementet Royal Allemand, 1701 löjtnant, 1702 kapten vid Erik Sparres regemente med avsked 1703. Han blev 5 september 1704 löjtnant vid Skaraborgs regemente, 12 november 1704 löjtnant vid Skånska ståndsdragonregementet, 21 mars 1705 kapten och 1706 generaladjutant vid Rehnskiölds armé. Douglas blev 1722 ryttmästare vid Norra skånska kavalleriregementet med överstelöjtnants titel och fick 25 april 1723 generaladjutants fullmakt. Han blev 13 mars 1724 ryttmästare vid Södra skånska kavalleriregementet och 13 mars 1725 överstes avsked. Douglas blev 13 maj 1738 generalmajor i Holstein-Gottorpsk tjänst och utnämndes 7 november 1748 till riddare av Svärdsorden. Han avled 1763 på Stjärnorps slott och begravdes 14 april 1763 i familjegraven i Vreta klosters kyrka.
Douglas var en tapper krigare och den förste som vid stormningen av Reusch-Lemberg trängde sig in i staden, blesserades illa i halsen, livet och högra armen i slaget vid Fraustadt, och blev vid Poltava fången och förd till Vologda.

### Egendom
Douglas var greve till Stjärnorps slott.

### Familj
Douglas gifte sig under rysk fångenskap 1715 med Maria Houtman van Bouchshorn (1682–1771), dotter till holländska handelsmannen Johan Houtman van Bouchshorn. Beata Margareta Douglas (1716–1805), Maria Vilhelmina Douglas (1717–1803), överstelöjtnanten Johan Vilhelm Douglas (1718–1770), Hedvig Christina Douglas (1719–1805), hovmarskalken Vilhelm Otto Douglas (1721–1776), Ulrika Charlotta Douglas (1724–1754) och Anna Catharina Douglas (1725–1726).